# Хала Лагатор
44° 43′ 52.72″ N 20° 22′ 36″ E / 44.7313111° С; 20.37667° И
Хала Лагатор или СЦ Лагатор је спортска хала у Лозници, Србија. Дворана се налази у насељу Лагатор у Лозници. Капацитет хале је 2.236 места.
То је вишенаменска спортска хала, (Рукомет, Одбојка, Кошарка) са помоћним простором. Капацитет хале је 1744 седишта на главним трибинама и 492 седишта на помоћним трибинама. Хала се може користити за одржавање културних, забавних и комерционалних програма.
Ову халу тренутно користи КК Лозница.